# Gronotoma bistriata
Gronotoma bistriata är en stekelart som först beskrevs av Thomson 1862.  Gronotoma bistriata ingår i släktet Gronotoma, och familjen glattsteklar. Arten är reproducerande i Sverige.